# Julius Davies
Julius Doe Davies (* 30. September 1994 in Monrovia, Liberia) ist ein australischer Fußballspieler.

## Biografie
Davies kam während des liberianischen Bürgerkriegs in der Hauptstadt Monrovia zur Welt. Seine Familie flüchtete in der Folge in die Hauptstadt Freetown des benachbarten Sierra Leone. Im dort tobenden Bürgerkrieg kam sein Vater ums Leben. Mit einigen Familienmitgliedern, darunter seine ältere Schwester, floh er in das benachbarte Guinea, wo er in einem Flüchtlingslager aufwuchs. Im Alter von elf Jahren erhielt er gemeinsam mit seiner Großmutter und zwei Geschwistern in Australien Asyl und lebte dort in finanziell prekären Verhältnissen in Tuart Hill, einem Vorort der westaustralischen Metropole Perth. Davies' fußballerisches Talent fiel schnell auf und wurde bald gefördert. 2007 gehörte er als Spieler der Dianella White Eagles der U-17-Staatsauswahl von Western Australia bei den National Talent Identification Championships und der National Youth Championship an. Im Januar 2008 folgte erstmals eine Einladung in ein Trainingscamp der australische U-17-Auswahl im Australian Institute of Sport in Canberra und ein Stipendium am National Training Centre des westaustralischen Verbandes unter Trainer Kenny Lowe.
2009 erhielt Davies die Gelegenheit, beim deutschen Rekordmeister FC Bayern München vorzuspielen und bekam einen langfristigen Vertrag für den Jugendbereich. Er zog daraufhin mit seiner Schwester, die auch als sein Vormund fungierte, nach München. Davies gehörte beim FC Bayern dem U-17-Kader an und trainierte dort unter anderem unter Stephan Beckenbauer und Hermann Gerland. In der U-17-Bundesliga-Saison 2010/11 erzielte er für den Bayernnachwuchs neun Tore in 19 Einsätzen, gehörte aber nur unregelmäßig zur Stammelf. Im Sommer 2011 endete seine Zugehörigkeit zum Nachwuchsbereich des FC Bayern und er wechselte zur TSG 1899 Hoffenheim, seine Hoffnung, dort den Sprung in den Profikader zu schaffen, erfüllte sich aber nicht. Nach fünf Einsätzen in der U-19-Bundesliga verließ er schließlich Ende 2011 Deutschland wieder, wo er sich insbesondere wegen des Klimas nie sonderlich wohl gefühlt hatte.
Nach einem Probetraining in Japan beim FC Tokyo kam Davies Anfang 2012 zurück nach Australien und trainierte auf Einladung von Co-Trainer Kevin Muscat mit der Mannschaft von Melbourne Victory. Nachdem er bereits seit Januar 2012 bei Melbourne mittrainiert hatte, dauerte es noch bis März, bis seine Spielberechtigung eintraf. Er unterzeichnete für die restliche Saison einen Vertrag für das Jugendteam, wurde aber von Trainer Jim Magilton umgehend für die folgende Partie gegen Wellington Phoenix in den Profikader berufen und kam beim 3:0-Erfolg in der 80. Minute per Einwechslung zu seinem A-League-Debüt. Nachdem er in der Folgesaison unter Trainer Ange Postecoglou bis Januar 2013 ohne Pflichtspieleinsatz geblieben war, löste er seinen Vertrag mit Victory auf und wechselte zum Ligakonkurrenten Brisbane Roar. Dort kam er kurz nach seinem Wechsel zu zwei Kurzeinsätzen, die gesamte Spielzeit 2013/14 blieb er ohne Ligaeinsatz und sein Vertrag wurde schließlich im Juli 2014 aufgelöst.
Die Vorbereitung zur Saison 2014/15 verbrachte Davies beim rumänischen Erstligisten Oțelul Galați, zu einer Verpflichtung kam es allerdings nicht.

### Staatenloser bei der FIFA
Davies erhielt wenige Monate nach seiner Einreise nach Australien einen australischen Pass und ist seither nur im Besitz der australischen Staatsbürgerschaft. Die FIFA führte allerdings 2008 neue Regelungen für die Nationalmannschafts-Spielberechtigungen ein, die insbesondere verhindern sollten, dass minderjährige afrikanische Nachwuchsfußballer gezielt von anderen Fußballverbänden rekrutiert werden, ein Vorgehen, das insbesondere der katarische Fußballverband praktizierte. Die Regelung, dass ein Spieler erst dann eine internationale Spielberechtigung erhält, wenn er im entsprechenden Land fünf Jahre ununterbrochen gelebt hat, führte dazu, dass Davies, obwohl er mit der australischen U-17 im August 2008 am Obi-Cup in Hilden, Deutschland und im Dezember an den Nike International Friendlies in Los Angeles teilgenommen hatte, für Pflichtspiele von der FIFA keine Spielberechtigung erhielt. Auch ein Einspruch des australischen Verbandes konnte daran nichts ändern. Dadurch war Davies trotz vorheriger Nominierung nicht bei der U-16-Asienmeisterschaft 2008 spielberechtigt.
Mit seinem Umzug nach Deutschland und dem damit verbundenen Wohnsitzwechsel nach viereinhalb Jahren in Australien, wurde die FIFA-Zählung auf null zurückgesetzt. Gemäß derzeitiger Regelung der FIFA wäre Davies daher frühestens 2017 für Australien spielberechtigt, der australische Verband hat bereits angekündigt, sollte Davies wieder für eine Landesauswahl in Frage kommen, erneut bei der FIFA vorstellig zu werden und im Falle eines negativen Bescheids auch vor den Internationalen Sportgerichtshof ziehen zu wollen.